# Guidotto de Abbiate
Guidotto de Abbiate (Abbiategrasso, secolo XIII – Messina, 1333) è stato un arcivescovo cattolico italiano.

## Biografia
Poche e frammentarie sono le notizie concernenti la vita del vescovo Guidotto. Nato ad Abbiategrasso da agiata famiglia borghese, fece gli studi giuridici presso l'Università di Padova.
Salì al soglio vescovile di Messina il 10 gennaio 1304, dopo un periodo politicamente turbolento, in quegli anni la Diocesi messinese possedeva un ricco patrimonio in rendite di case, vigne, orti e feudi, dentro e fuori dalla città, che si ingrandiva grazie ai lasciti dei fedeli e alle decime sui proventi della regia curia. Naturalmente vi era anche una consistente disponibilità in denaro liquido: l'arcivescovo spesso si occupava in prima persona di commerci per conto della chiesa messinese, approfittando delle agevolazioni fiscali concesse dalla Corona. 
Le grandi capacità imprenditoriali e amministrative di Guidotto sono dimostrate anche dai poteri politico-economici di cui godeva, come quello di nominare i notai, concessogli da papa Benedetto XI. Inoltre, nel 1305 diede il via ad un processo civile per riavere un palazzo circondato da otto salme di terra.
Grazie a questi ingenti introiti, iniziò una vasta opera di abbellimento del Duomo di Messina (che perdurò nei secoli seguenti) facendo anche arrivare nella città peloritana numerosi artisti toscani. Detta opera principiò quando nel 1310 acquistò dal giudice Santoro de Salvo un casale nella rua de Hostariis (via delle osterie) per demolirlo e favorire con una strada un accesso migliore al duomo. Come altri suoi predecessori e successori continuò il conflitto con i basiliani del Archimandritato del Santissimo Salvatore. Aneddoti riguardanti la sua vita e la sua missione di vescovo ci vengono tramandati da Rocco Pirri, Silvestro Maurolico e Placido Samperi; tra tutti si ricordi l'episodio legato alla morte di Sant'Alberto degli Abati: Guidotto dispose che per tre giorni i messinesi digiunassero, facessero elemosine e pregassero: alla fine dei tre giorni il corpo del santo (che secondo la tradizione odorava soavemente) fu portato nel duomo, mentre si verificavano miracoli al suo passaggio. Ma nella cattedrale scoppiò una diatriba tra clero e popolo sul tipo di messa da celebrare, lite sedata dall'intervento di Guidotto che invitò tutti a pregare e ad affidarsi al Signore; fu così che apparvero nell'aria due fanciulli vestiti di bianco che intonarono la messa di “Confessor non Pontefice”, mettendo così fine alla lite.
Lasciando un buon ricordo di sé, morì a Messina nel 1333, venne tumulato nella Basilica Cattedrale in un artistico sepolcro ancora oggi esistente.